# ضدآب‌سازی مصالح ساختمانی
ضدآب‌سازی مصالح ساختمانی نوعی عمل کردن است که انتظار می‌رود مصالح را در مقابل آب نفوذ ناپذیر کند. فن آوری‌ها و پیشرفت‌های زیادی در تولید محصولات ضدآب‌سازی از حدود سال ۱۹۵۰ به بعد به ویژه در استفاده از شیمی پلیمری پایه و بسیاری محصولات دیگر صورت گرفته‌است.
این روش بسیار مفید جایگزین عایق های سنتی بوده و با قیمت بسیار پایین تر و محصولات با دوام طولانی و کاربردی آسان جایگاه خود را در بازار پیدا کرده است.

## معرفی
وجود رسوخ در مصالح ساختمانی همانند بتن مسلح، ملات، آستر سیمانی، بلوکه‌های سیمانی ساختمان، ورقه‌های سیمانی، لوله‌های سیمانی و…، نشت آب بعلت خلل و فرج داخلی و ترکهای ریز همواره مسئله‌ای شناخته شده‌است. ضدآب‌سازی نوعی عمل کردن است که انتظار می‌رود مصالح را در مقابل آب نفوذ ناپذیر کند. فن آوری‌ها و پیشرفت‌های زیادی در تولید محصولات ضدآب‌سازی در طول ۵۰ ‏سال گذشته بویژه دراستفاده از شیمی پلیمری پایه و بسیاری محصولات دیگر صورت گرفته‌است. در چند سال اخیر استفاده از فناوری نانو در تولید پوشش‌های ضدآب‌کننده ساختمانی انقلابی را در این صنعت در جهان ایجاد نموده‌است. لازم است ذکر شود که تحقیقات در این زمینه به منظور بررسی تأثیر فناوری نانو بر روی عملکرد این نوع پوشش‌ها هنوز در حال توسعه می‌باشد

## مشکلات مرتبط با نفوذ آب در مصالح
بیشتر مصالح ساختمانی تخلخل بسیاری دارند و در سطح دارای گروه‌های هیدروکسیل هستند. این گروه‌های هیدروکسیل بخاطر شباهت با ساختار آب و ویژگی آب دوستی، جاذب آب هستند؛ بنابراین بیشتر مصالح ساختمانی به راحتی خیس می‌شوند و در منافذشان آب جذب می‌کنند. اندازه مولکول آب ۱۸/۰ نانومتر است. اندازه منافذ در بیشتر مصالح ساختمانی بین ۵ تا ۲۰۰ نانومتر است. اندازه بیشتر آلاینده‌ها چون اسیدها، کلریدها و سولفات‌ها بین ۱ تا ۲ نانومتر می‌باشد. حتی در بتن و سنگ فشرده اندازه منافذ بسیار بزرگتر از آب است و با توجه به خاصیت آب دوستی مصالح ساختمانی امکان ورود آسان آب را فراهم می‌کند. با توجه به افزایش هزینه نیروی انسانی، صنعت ساختمان ضدآب‌سازی را راهی برای حفظ و نگهداری ظاهر ساختمان‌های نوساز در نظر گرفته‌است. محصولات بسیاری در بازار وجود دارد و برخی معیارهای انتخاب مصالح ضدآب عبارتند از:
- مقاومتی که می‌تواند در برابر جذب آب ایجاد کند.
- مانع ایجاد کردن در برابر نمک‌های محلول در آب، به ویژه نمک‌های کلر
- نفوذ عمل ضدآب‌سازی به عمقی قابل قبول
- لکه نشدن مناطق سطح عمل شده
- دوام طولانی مدت در محیطی قلیایی
- خطر محیط زیستی و سلامتی پایین
- مقاومت در برابر اشعه فرابنفش (بیش از ۲۰ سال)